# Elk Creek (Nebraska)
Elk Creek je selo u američkoj saveznoj državi Nebraska. Prema popisu stanovništva iz 2010. u njemu je živjelo 98 stanovnika.